# 松本莉恋
松本 莉恋（まつもと りこ、2002年〈平成14年〉5月21日)は、日本の女性アイドル。アイドルグループ、OS☆U・Genesis Girlの元メンバー。愛知県出身。愛称は「りころん」。

## 人物
- 滝中学校・高等学校出身

## 略歴
2018年
- 8月5日、「OS☆U」の9期生として『大須夏まつり』にてデビュー。

2019年
- 10月5日、『This is OS☆U LIVE vol.38』にてOS☆U内の派生ユニット「創世記少女-Genesis Girl-」としてデビュー[1]。

2020年
- 9月26日、『OS☆U無観客フリーライブ&創世記少女2020年ラストライブ』をもって大学受験の為、活動休止。

2021年
- 3月20日、『9期復活祭』にて活動を再開。

2022年
- 6月25日、『OS☆U REVOLUTION〜プロポーズ大作戦〜』で、同年9月17日をもってOS☆Uを、同年9月23日をもって創世記少女-Genesis Girl-を卒業することを発表[2]。
- 9月17日、『伊咲萌香・松本莉恋 卒業LIVE』をもって、OS☆Uを卒業[3]。
- 9月23日、『創世記少女 -Genesis Girl- ～儀式に歓喜と葡萄酒～ 第一章Last』をもって、創世記少女-Genesis Girl-を卒業[4]。